# Plantago serraria
Plantago serraria — вид рослин родини подорожникові (Plantaginaceae).

## Морфологія
Багаторічна трав'яниста рослина, 10–25 см. Листя 50–180(270) × 5–27(33) мм, оберненоланцетовиде, симетрично-зубчасте. Двогніздова капсула з 2–3 насінням. Насіння човноподібне. 2n = 10. Цвіте з квітня по червень.

## Поширення, біологія
Країни поширення: Алжир; Марокко; Туніс; Колишня Югославія; Греція; Італія [вкл. Сардинія, Сицилія]; Мальта; Португалія; Гібралтар; Іспанія. Населяє пасовища, канави і узбіччях доріг на висотах 50–660 м.

## Галерея

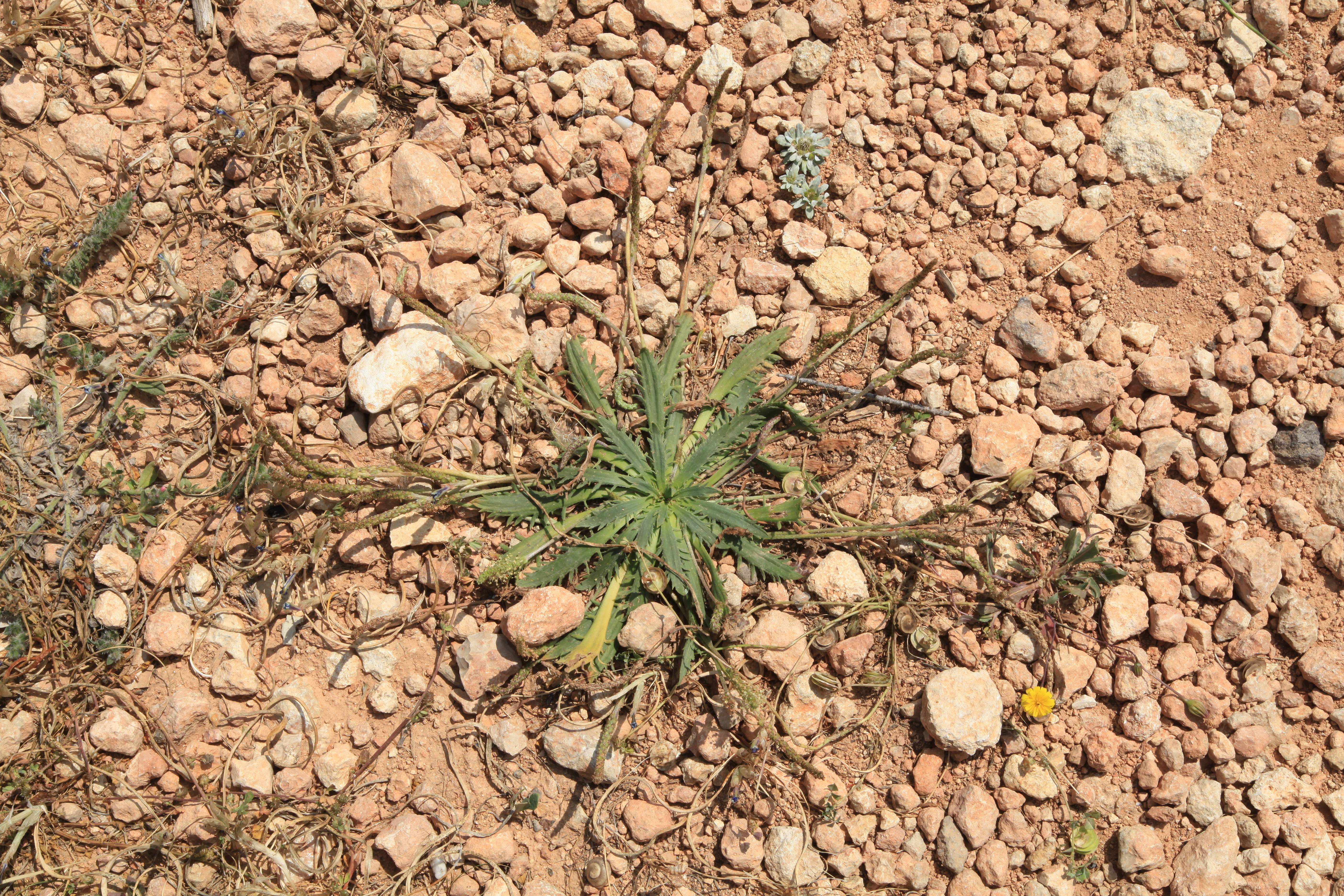
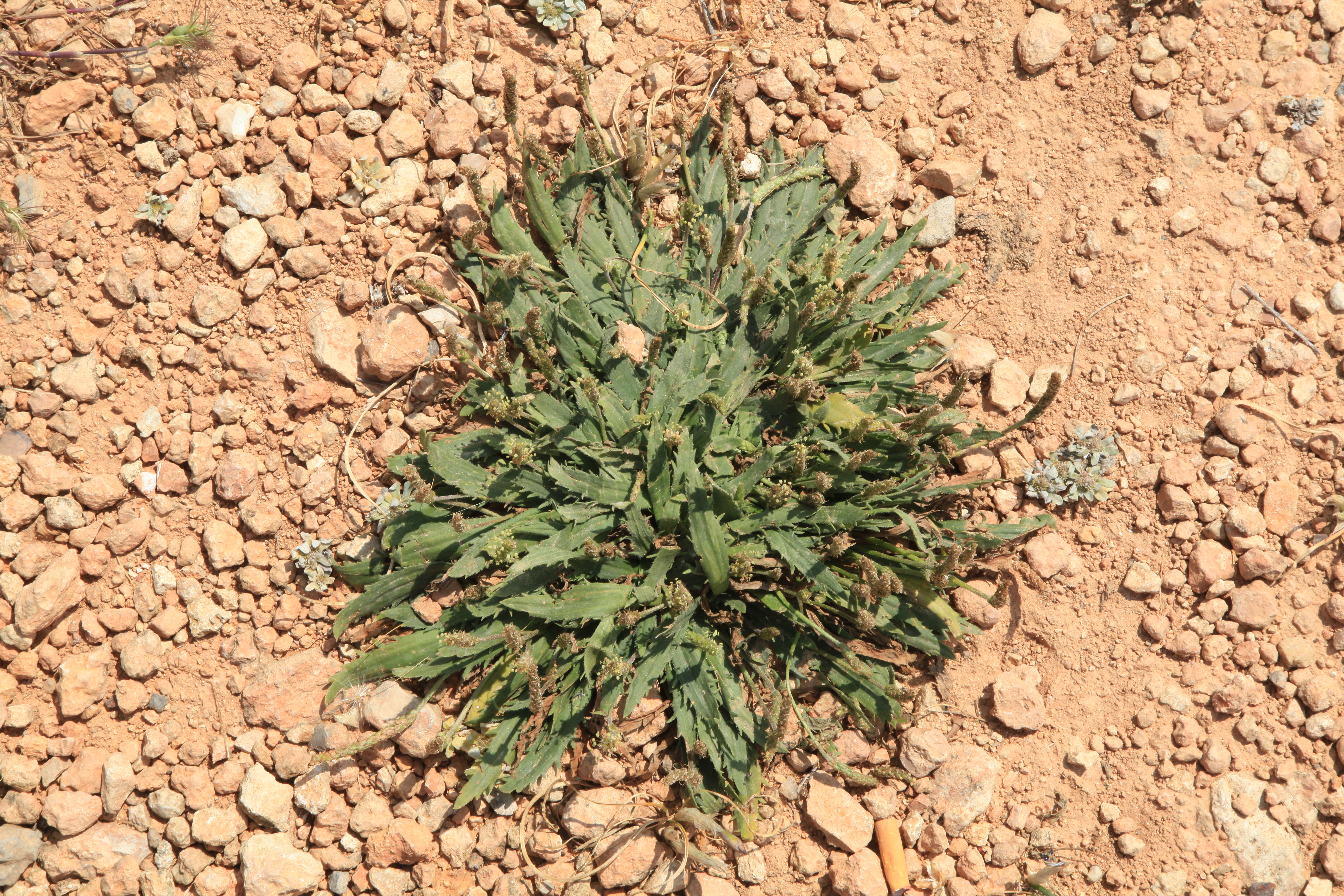
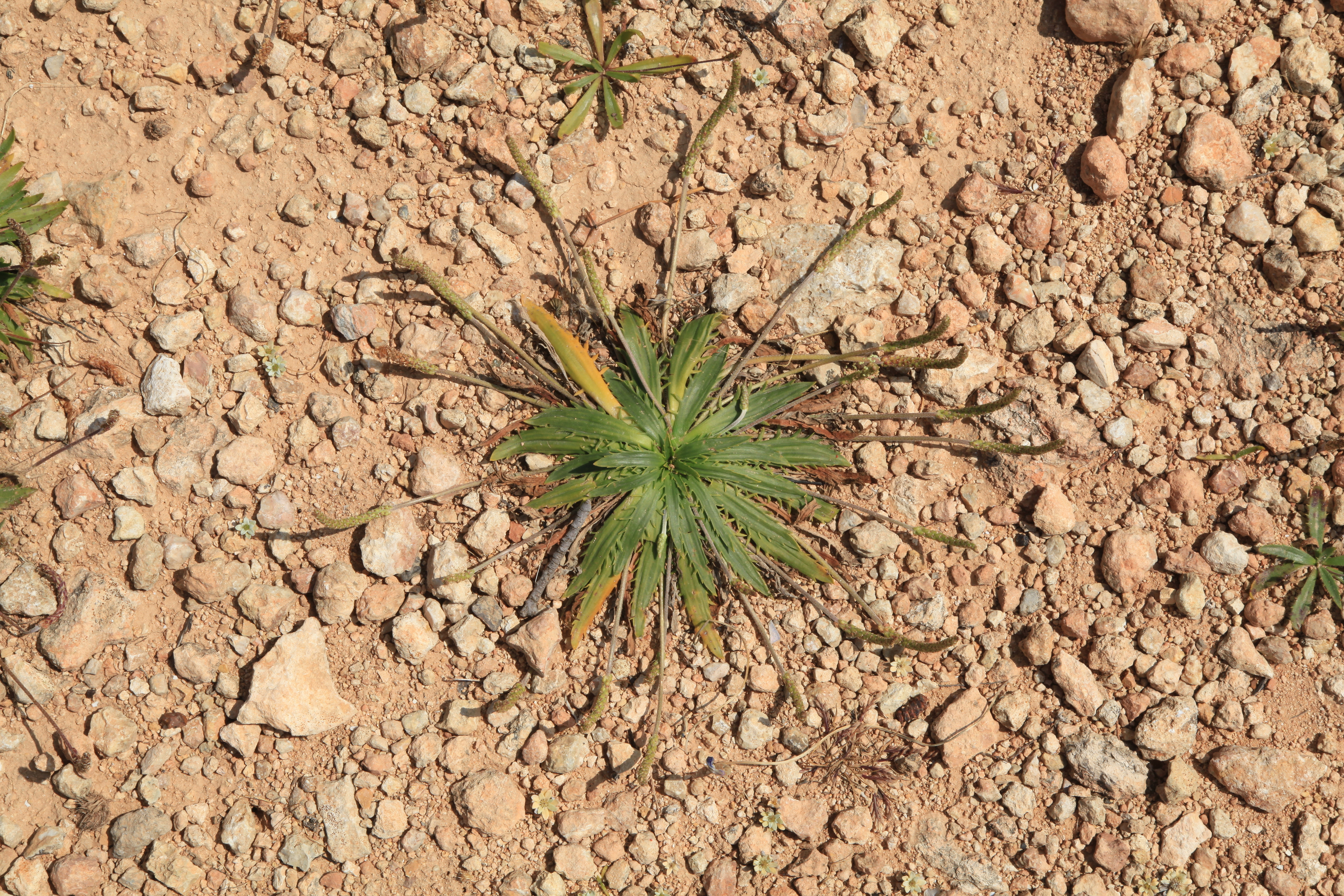
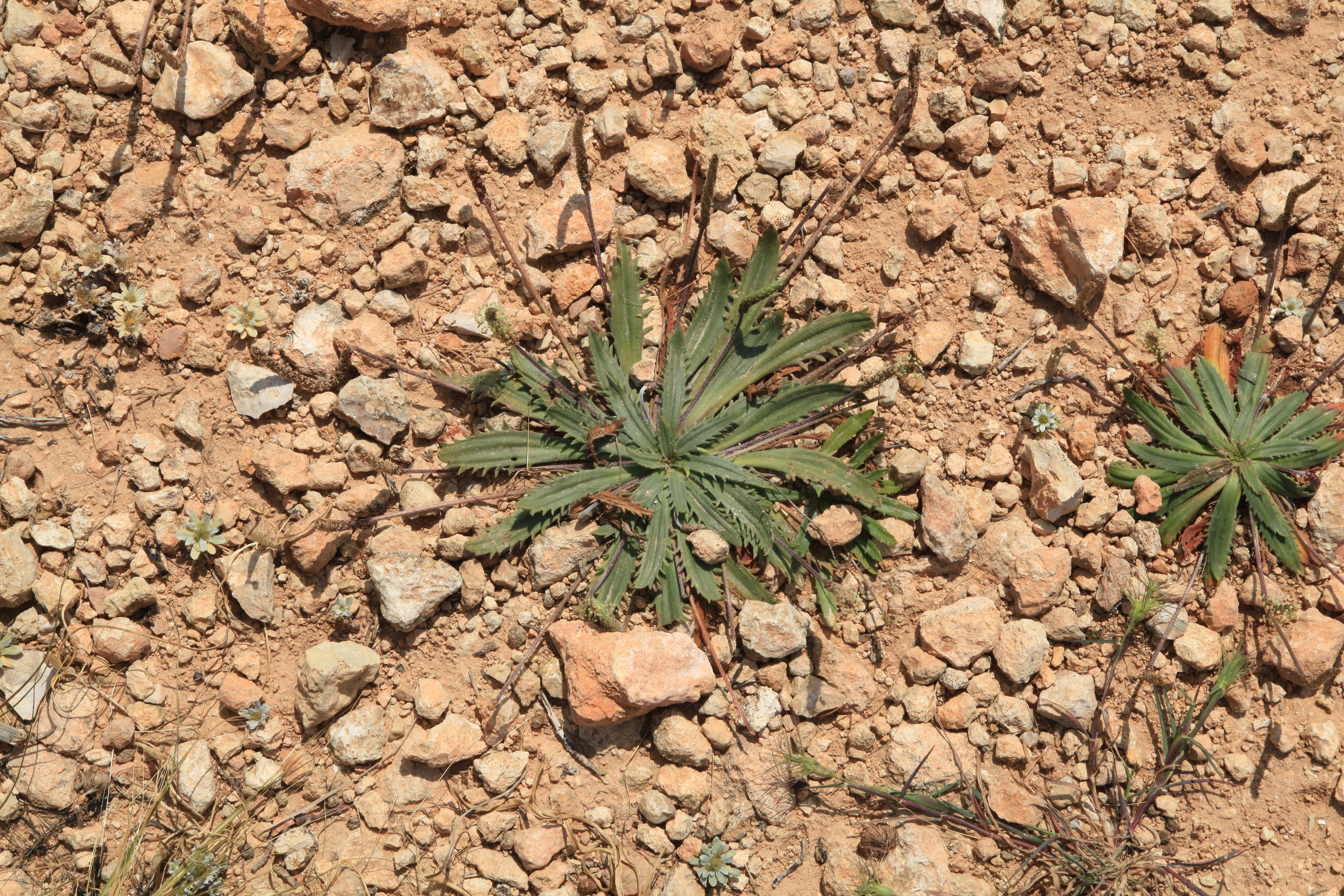
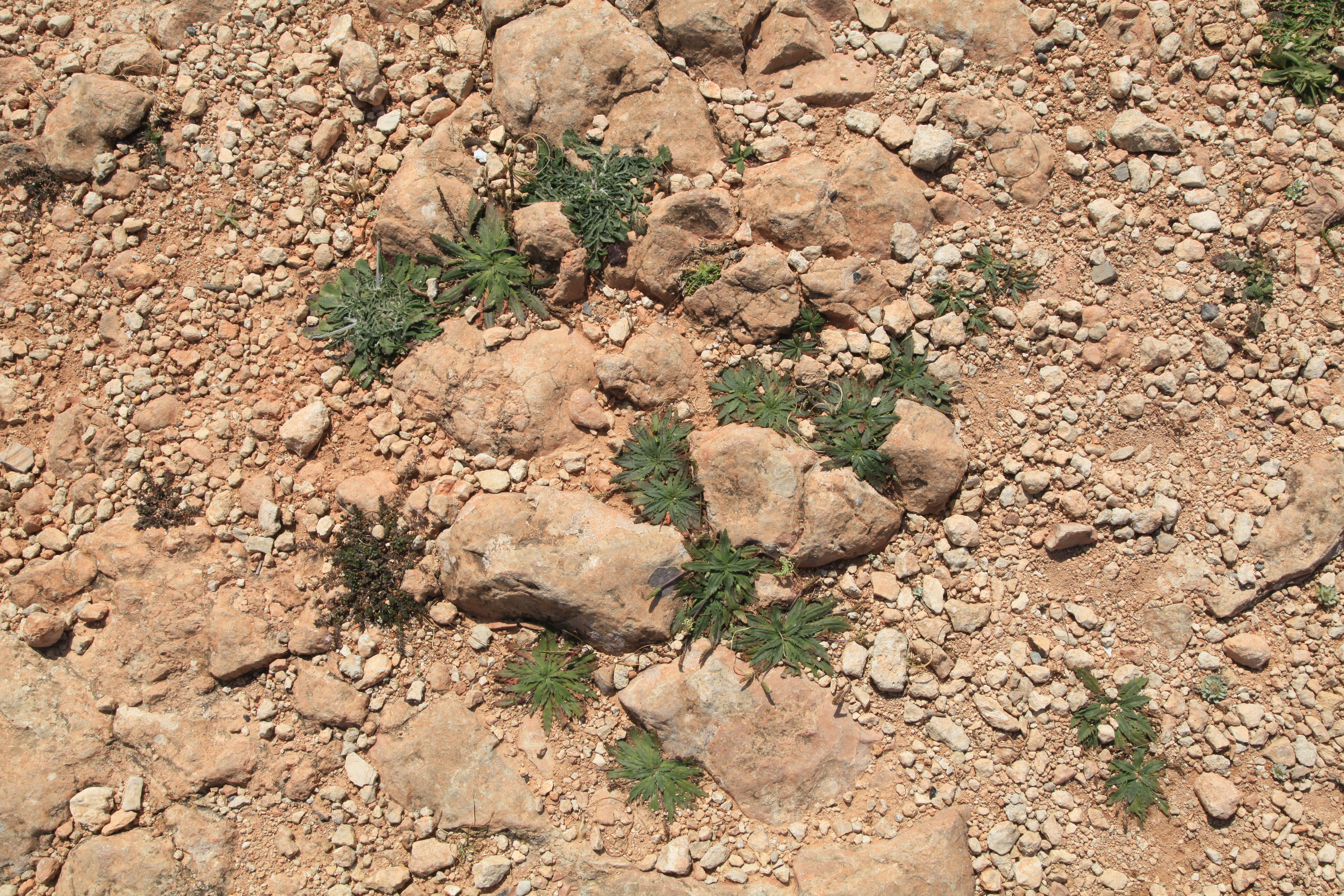

| Гібіскус | Це незавершена стаття про квіткові рослини. Ви можете допомогти проєкту, виправивши або дописавши її. |